# Komet Machholz
Poznamo še pet drugih dolgoperiodičnih kometov z imenom Machholz: C/1978 R3 (druge oznake 1978 XIII, 1978l), C/1985 K1 (druge oznake 1985 VIII, 1985e), C/1988 P1 (druge oznake 1988 XV, 1988j), C/1992 N1 (druge oznake 1992 XVII, 1992k) in C/1994 T1 (druge oznake 1994 XXVII, 1994r).
Komet Machholz ali C/2004 Q2 je komet, ki ga je odkril ameriški ljubiteljski astronom Donald Edward Machholz 27. avgusta 2004. 

## Lastnosti
V januarju 2005 je komet dosegel takšno svetlost da so ga opazovalci lahko videli tudi s prostim očesom. Najbolj nenavadno pri tem kometu je to, da je imel prisončje dalje kot je tirnica Zemlje od Sonca.
V notranji del Osončja se bo vrnil približno leta 115.470.